# Горчаков, Сергей Дмитриевич
Князь Сергей Дмитриевич Горчаков (27 апреля 1861, Барятино, Тарусский уезд, Калужская губерния, Российская империя — 3 июня 1927, Тобольская губерния, РСФСР, СССР) — вятский (1906—1909) и калужский (1909—1915) губернатор из рода Горчаковых; церемониймейстер (1896).

## Биография
Родился 27 апреля 1861 года[по какому календарю?] в усадьбе Барятино (Калужская губерния). Отец — князь Дмитрий Сергеевич Горчаков (1828—1907), статский советник, удостоенный придворного звания «в должности шталмейстера», коллекционер и библиофил, внук писателя Д. П. Горчакова. Мать — Вера Ивановна (1845—1912), дочь Ивана Александровича Бека и Марии Аркадьевны Столыпиной, падчерица князя П. П. Вяземского. Тётка — Елена Горчакова, известная в своё время писательница.
В 1885 году окончил юридический факультет Императорского Московского университета и поступил на службу. В апреле 1887 года Калужским губернским земским собранием избран членом Тарусского уездного комитета по крестьянским делам. В том же году получил чин губернского секретаря. В 1890 году — коллежский секретарь, в 1893-м — титулярный советник, в 1896-м — коллежский асессор, 1903-м — коллежский советник.
В 1888—1890 и 1896—1898 годах — почётный мировой судья Тарусского уезда. В 1890—1895 годах — земский начальник 2-го участка Тарусского уезда. С 28 марта 1895 по 3 июня 1898 года — тарусский уездный предводитель дворянства. В мае 1896 года был пожалован придворным званием «в должности церемониймейстера». В 1897 году участвовал в первой российской всеобщей переписи населения, за что был награждён медалью «За труды по первой всеобщей переписи населения».
С 1 апреля 1898 года служил в Министерстве внутренних дел. Был вице-губернатором Архангельской (1898—1900), Олонецкой (1903—1904), Херсонской (1904—1906) губерний. С 10 июня 1906 года исправлял должность вятского губернатора, утверждён в должности 1 января 1908 года.
6 апреля 1909 года назначен калужским губернатором. Активно работал над осуществлением столыпинской аграрной реформы, за что получил в 1912 г. знак отличия «За труды по землеустройству».
Недовольство калужан, революционные настроения жителей города вынудили Горчакова 16 декабря 1915 года уйти с должности губернатора. До Февральской революции 1917 года он продолжал службу в чинах церемониймейстера и действительного статского советника.
Был женат трижды: с 3 июля 1887 года — на фрейлине императорского двора княжне Софье Дмитриевне Голицыной (14.06.1863 — 06.04.1930); около 1898 года развелись; с 1902 года — на Анне Евграфовне, урождённой графине Комаровской (1874 — 22.12.1918). У них было двое детей: дочь Татьяна (родилась 02.08.1902) и сын Дмитрий (род. 07.03.1906), судьба их неизвестна. В октябре 1918 года княгиня Горчакова была арестована тарусской ЧК по распоряжению Советского правительства о «красном терроре для буржуазии». В документах сказано, что «в ночь на 22 декабря Горчакова, содержавшаяся под стражей, застрелена при попытке к бегству». В том же году С. Д. Горчаков после ареста был сослан на поселение в посёлок Мужы Тобольской губернии. Там он женился третьим браком на бывшей дворянке Лидии Николаевне Веселкиной (род. в 1880-х гг). У них в 1923 году родился сын Иван.
Умер от тифа 3 июня 1927 года.

## Награды
Российской империи:
- Орден Св. Владимира 4-й ст.
- Орден Св. Станислава 2-й ст. (1897)
- Орден Св. Анны 2-й ст. (1903)
- Орден Св. Владимира 3-й ст. (1913)
- Медаль «В память коронации императора Александра III» (1883)
- Медаль «В память царствования императора Александра III» (1896)
- Медаль «В память коронации Императора Николая II» (1896)
- Медаль «За труды по первой всеобщей переписи населения» (1896)
- Медаль «В память 300-летия царствования дома Романовых» (1913)

Иностранных государств:
- Знак отличия Officier le l′Instruction Publique (Французская республика)
- Орден Святых Маврикия и Лазаря командорский крест (королевство Италия)